# 국도 제125호선 (일본)

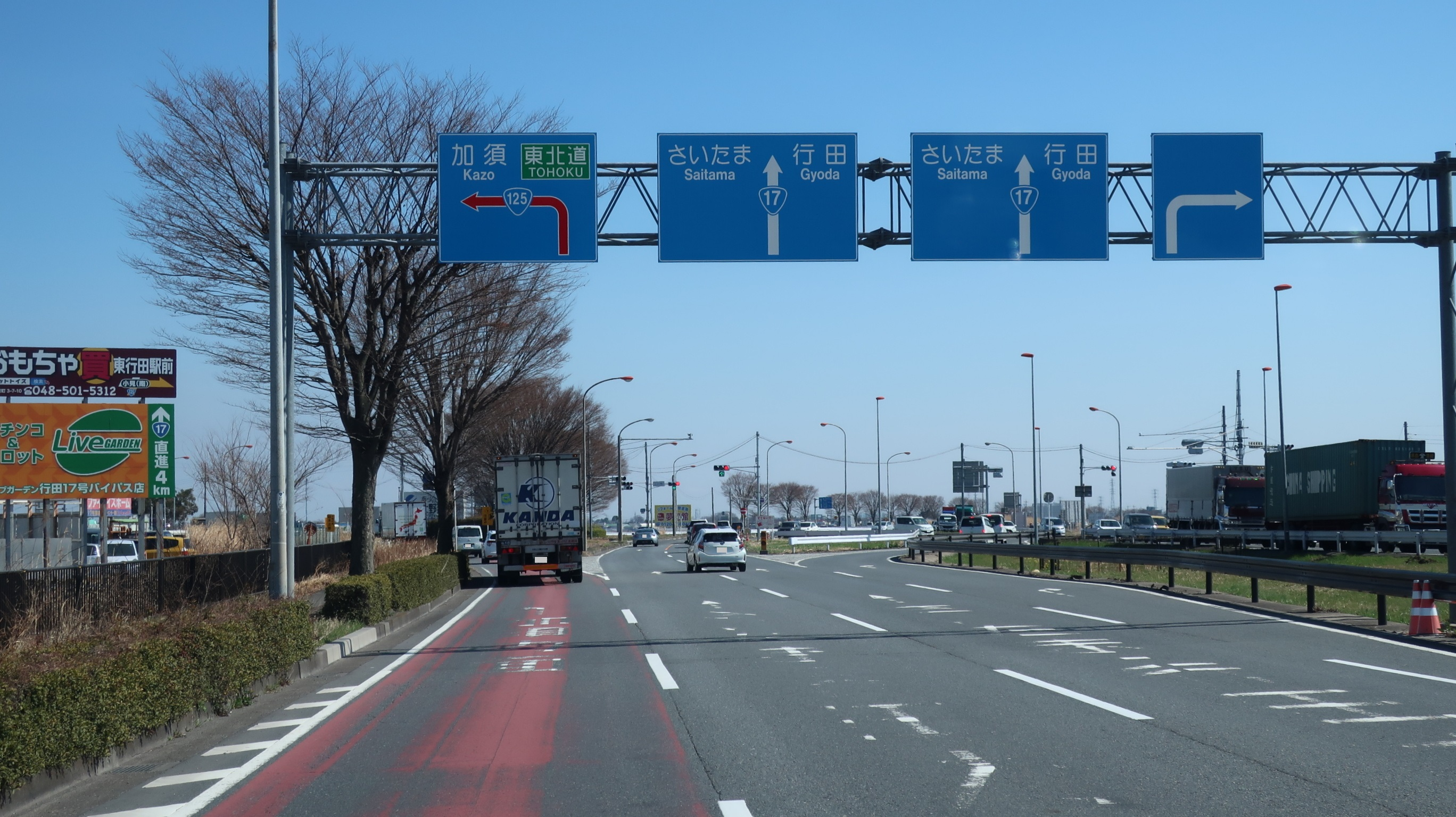
125번 국도의 종점 부근
사이타마현 구마가야시 가미노 교차로
(왼쪽으로 표시되어 있는 빨간색 차선이 17번 국도 상행선에서 125번 국도 상행선으로 분기하고 있는 상태임)

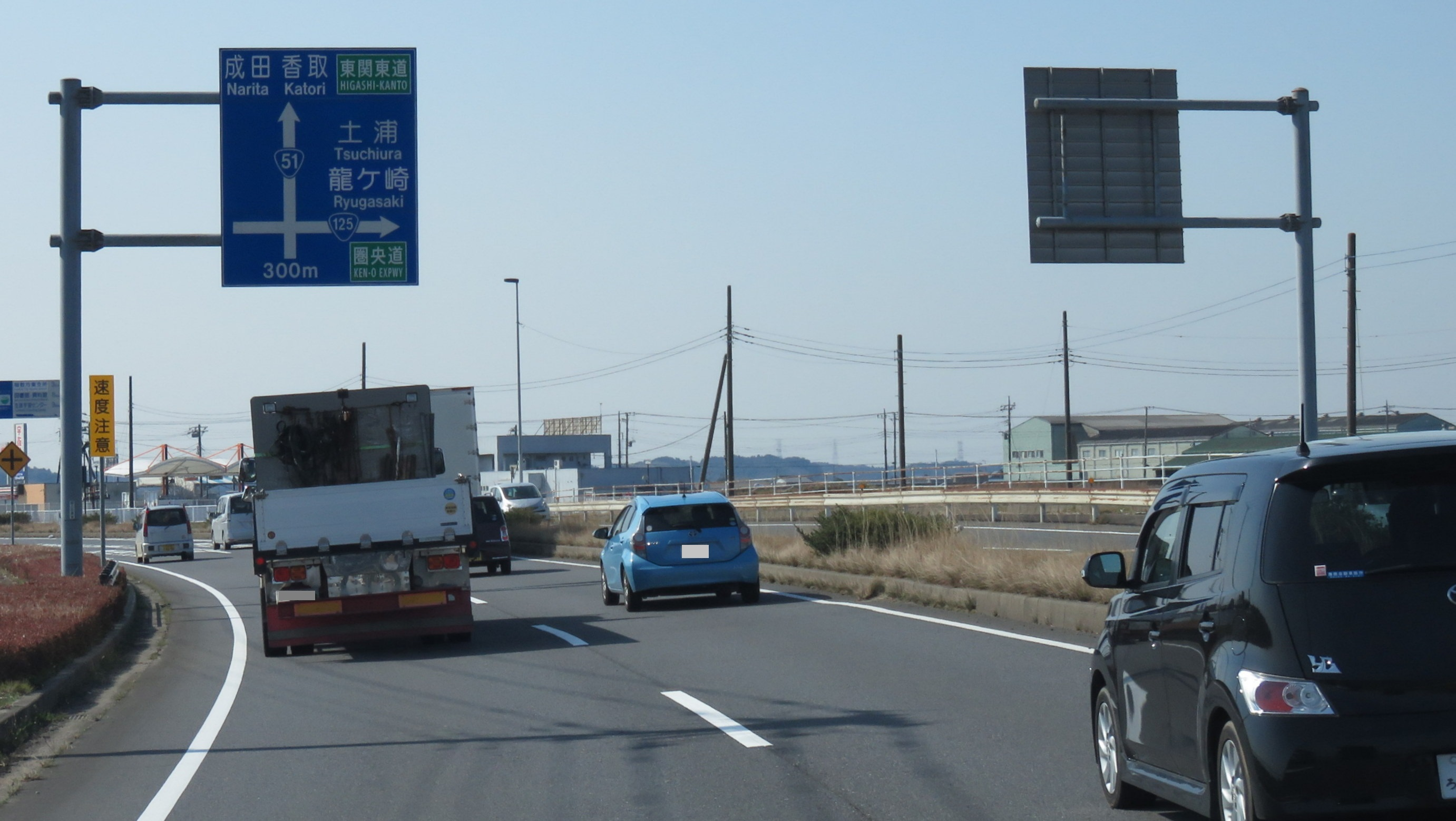
국도 51호선(중복된 구간)에서의 분기
이바라키현 이나시키시 니시시로 교차로

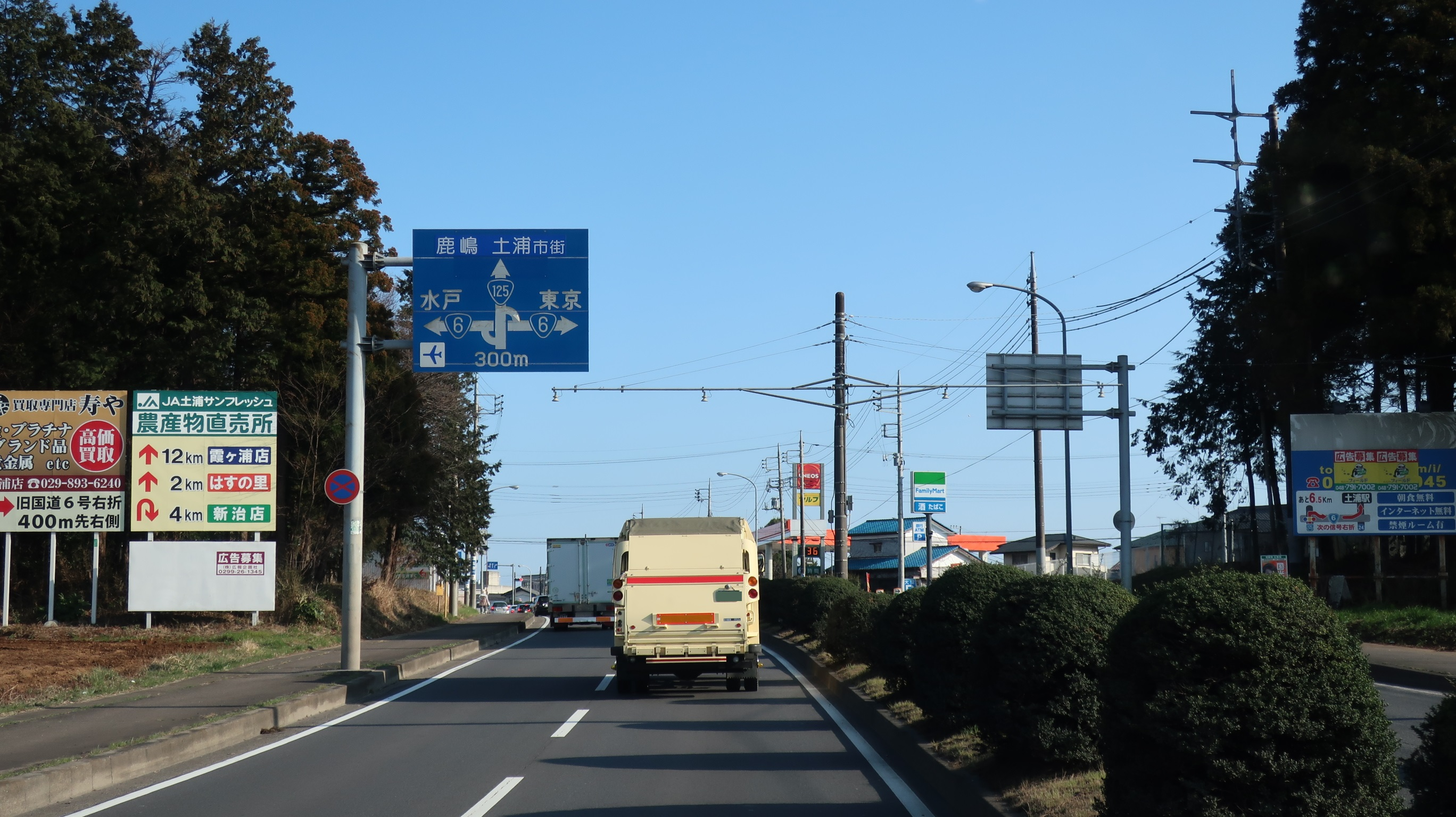
쓰치우라니하리 바이패스
(국도 제6호선과의 분기)
이바라키현 쓰치우라시 쓰와 4초메

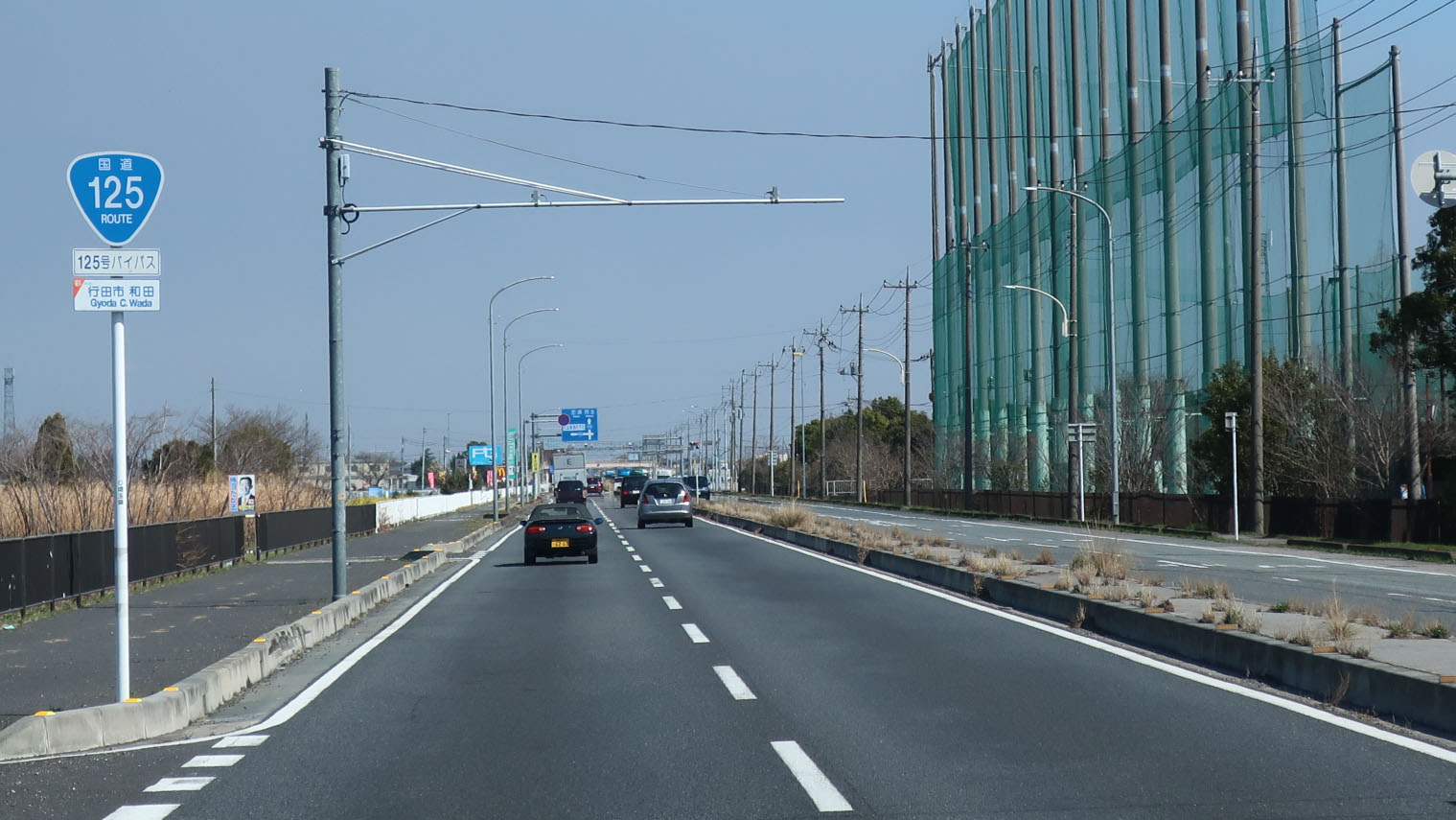
교다 바이패스
사이타마현 교다시 시모이케모리

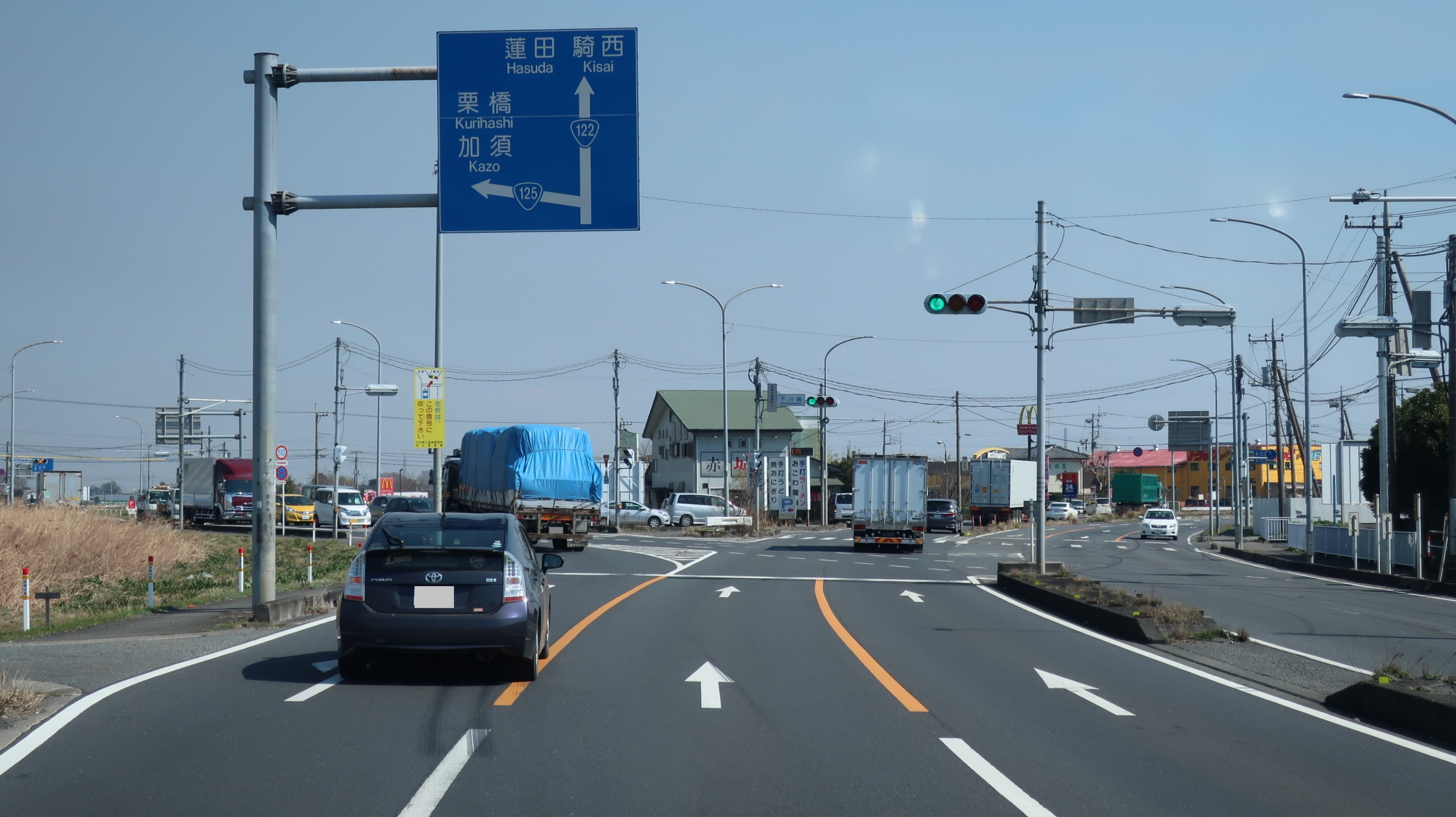
국도 제122호선(중복구간)에서의 분기
사이타마현 하뉴시 스카게

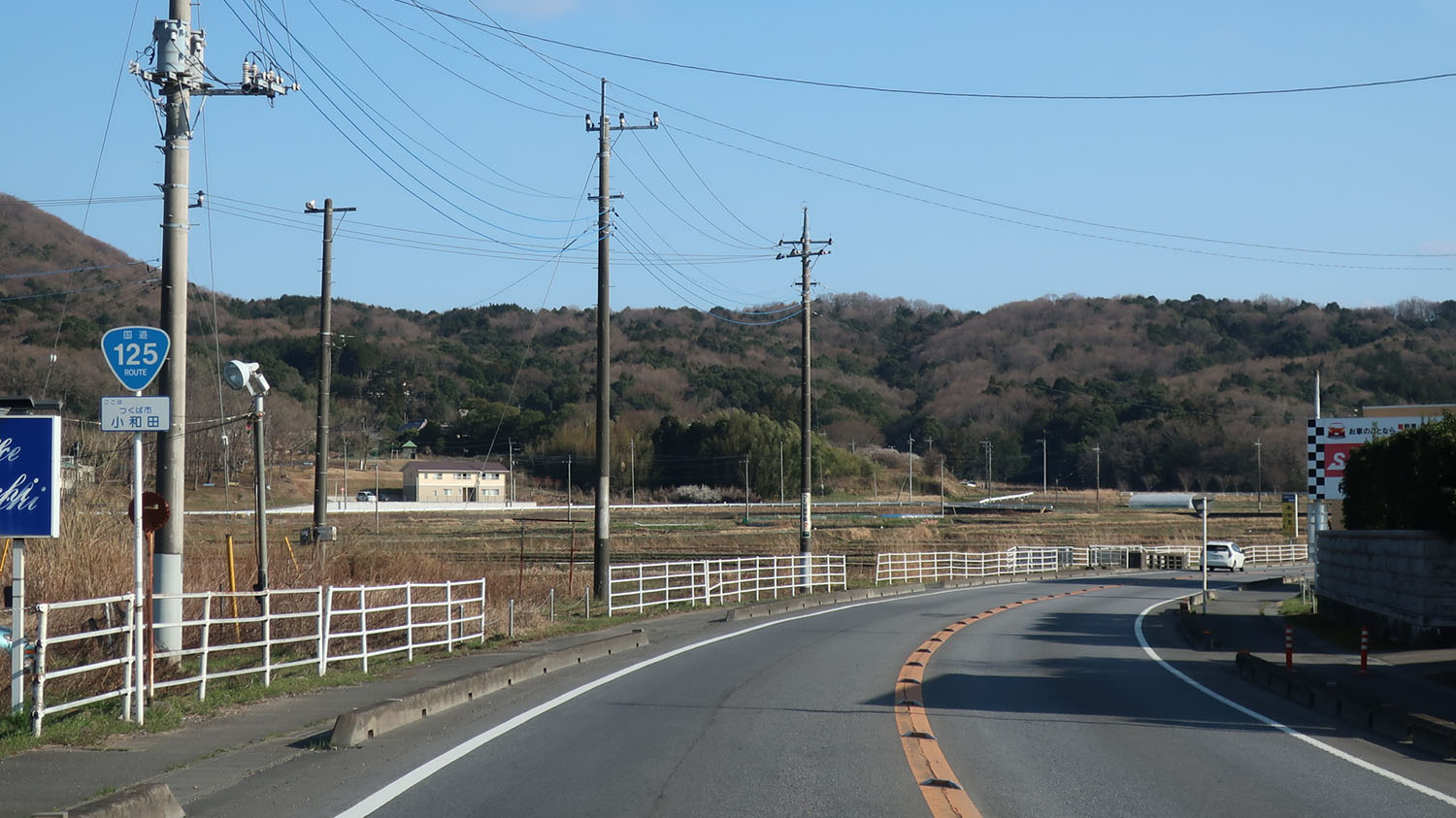
이바라키현 쓰쿠바시 고와다
(2018년 3월)

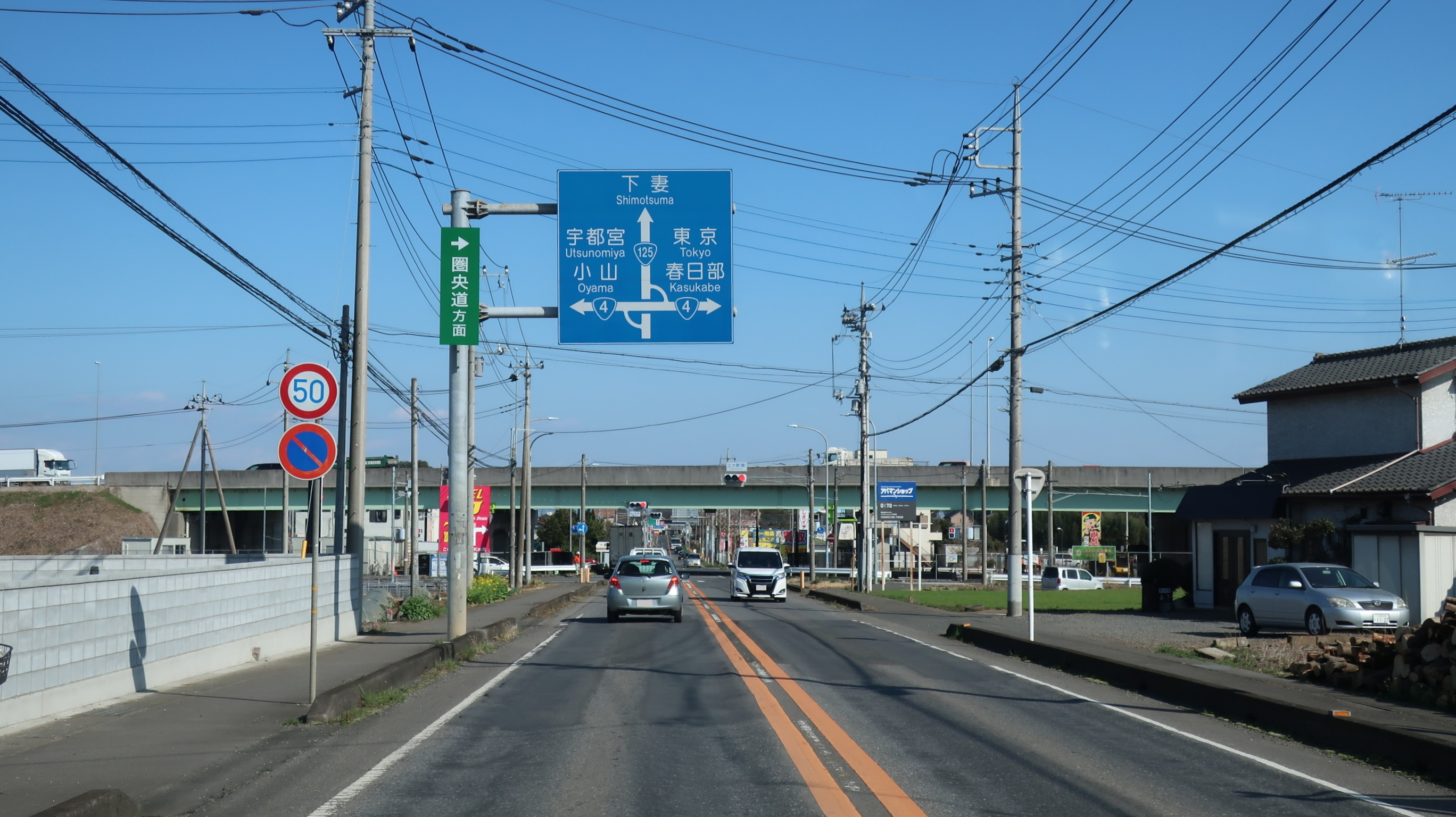
신 4호 국도와의 분기
이바라키현 고가시 가미오노

국도 제125호선(일본어: 国道125号)은 지바현 가토리시에서 시작하여 이바라키현을 거쳐 사이타마현 구마가야시까지 이르는 총연장 163.8 km, 실제 연장 154.1 km, 현도 115.9 km를 각각 이르는 일본의 일반 국도이다.

## 노선 정보
일반 국도의 노선을 지정하고 있는 정령에 의거한 기종점 및 경유지는 다음과 같다. 그러나 정령상의 기점은 통상적으로 보면 사하라시로 이루어져 있으나, 합병에 의해 지금은 가토리시로 변경된 상태이다. 또한 지바현 구간의 연장 건은 도로통계연보 2013년을 기준으로, 총 연장이 1.4km였지만 2014년 이후의 기록이 아예 전무하다. 2018년에는 종점이 바뀌었지만, 변경된 직후의 총 연장에 따른 데이터가 아직 들어오지 못하고 있는 상태이며, 옛 종점의 데이터가 기록되어 있는 상태가 계속 유지중에 있다.
- 기점 : 사와라시[1] (국도 제51호선의 상단부, 국도 제356호선과의 교점)
- 종점 : 구마가야시 (가미노 (미나미) 교차로 = 국도 제17호선의 구마가야 바이패스(일본어판)와의 교점)
- 중요한 경과지 : 이바라키현 이나시키군 아즈마정[2], 아미정, 쓰치우라시, 쓰쿠바시, 시모쓰마시, 같은 현 사시마군 산와정[3], 고가시, 기타카쓰시카군 구리하시정[4], 가조시, 하뉴시, 교다시 등
- 총 연장 : 163.8 km[5]
- 중용 연장 : 9.7 km[6]
- 실제 연장 : 154.1 km[7]
  - 현도 : 115.9 km[8]
  - 구도 : 34.6 km[9]
  - 신도 : 3.6 km[10]
- 지정 구간 : 국도 제51호선, 국도 제4호선과의 중복 구간

## 역사
- 1953년 5월 18일 : 2급 국도 제125호 사와라 구마카야 선(사와라시[11] ~ 구마카야시)으로 지정 시행
- 1965년 4월 1일 : 1, 2급의 구분을 모조리 없애고 일반 국도 제125호선으로 재지정
- 1970년 3월 16일 이후 : ja:国道125号#歴史 참조

## 지리

### 통과하는 지자체
- 지바현
  - 가토리시
- 이바라키현
  - 이나시키시 - 이나시키군 미호촌 - 이나시키군 아미정 - 쓰치우라시 - 쓰쿠바시 - 시모쓰케시 - 유키군 야치요정 - 고가시
- 사이타마현
  - 구키시 - 가조시 - 하뉴시 - 교다시 - 구마가야시

### 통과하는 도로
일반 국도
- 국도 제51호선
- 국도 제356호선
- 국도 제354호선
- 국도 제6호선
- 국도 제408호선
- 국도 제294호선
- 국도 제4호선
  - 신 4호 바이패스(일본어판)
- 국도 제122호선
- 국도 제17호선의 구마가야 바이패스(일본어판)

고속도로
- 조반 자동차도
- 도호쿠 자동차도

### 연선
- 이바라키현
  - 신토네강(일본어판)
  - 가스미가우라호
  - 육상자위대 쓰치우라 주둔지(일본어판)
  - 쓰치우라 시역소(일본어판)
  - JR 조반선 쓰치우라역
  - 기조 공원(일본어판)
  - 쓰쿠바 국제대학(일본어판)
  - 쓰쿠바산
  - 기누강
- 사이타마현
  - 사이타마현 수산연구소(일본어판)